# Bernice (Louisiana)
Bernice ist eine Stadt im Union Parish im US-amerikanischen Bundesstaat Louisiana. Das U.S. Census Bureau hat bei der Volkszählung 2020 eine Einwohnerzahl von 1356 ermittelt.
Bernice ist Teil der sozioökonomischen Region Ark-La-Tex, die Teile der vier Bundesstaaten Arkansas, Louisiana, Oklahoma und Texas umfasst.

## Geographie
Bernice befindet sich etwa 20 Kilometer südlich der Grenze zu Arkansas. Fast 30 Kilometer südwestlich befindet sich der etwa 26 Quadratkilometer große Lake Claiborne.
Benachbarte Städte sind unter anderem Dubach (9,5 km südlich), Junction City (20 km nördlich) und Farmerville (23 km südöstlich).

## Geschichte
Das heutige Stadtgebiet von Bernice war einst Teil des Grenzwaldes des Bundesstaates Louisiana, aus 1865 existieren noch Gebäude. Die Stadt selber wurde 1899 gegründet, als die Arkansas Southern Railroad gebaut wurde und entlang der Trasse an verschiedenen Orten, so auch in Bernice, Sägewerke errichtet wurden. Darüber hinaus war die Stadt die erste Europäisch-Amerikanische Gemeinde im Union Parish und das erste landwirtschaftliche Handelszentrum dessen. Das Gebiet um die Stadt war auch als „Big Woods“ bekannt, da sich hier riesige alte Pinienbestände befanden. Mit dem Bau der Eisenbahn begann die Abholzung dieser Wälder.

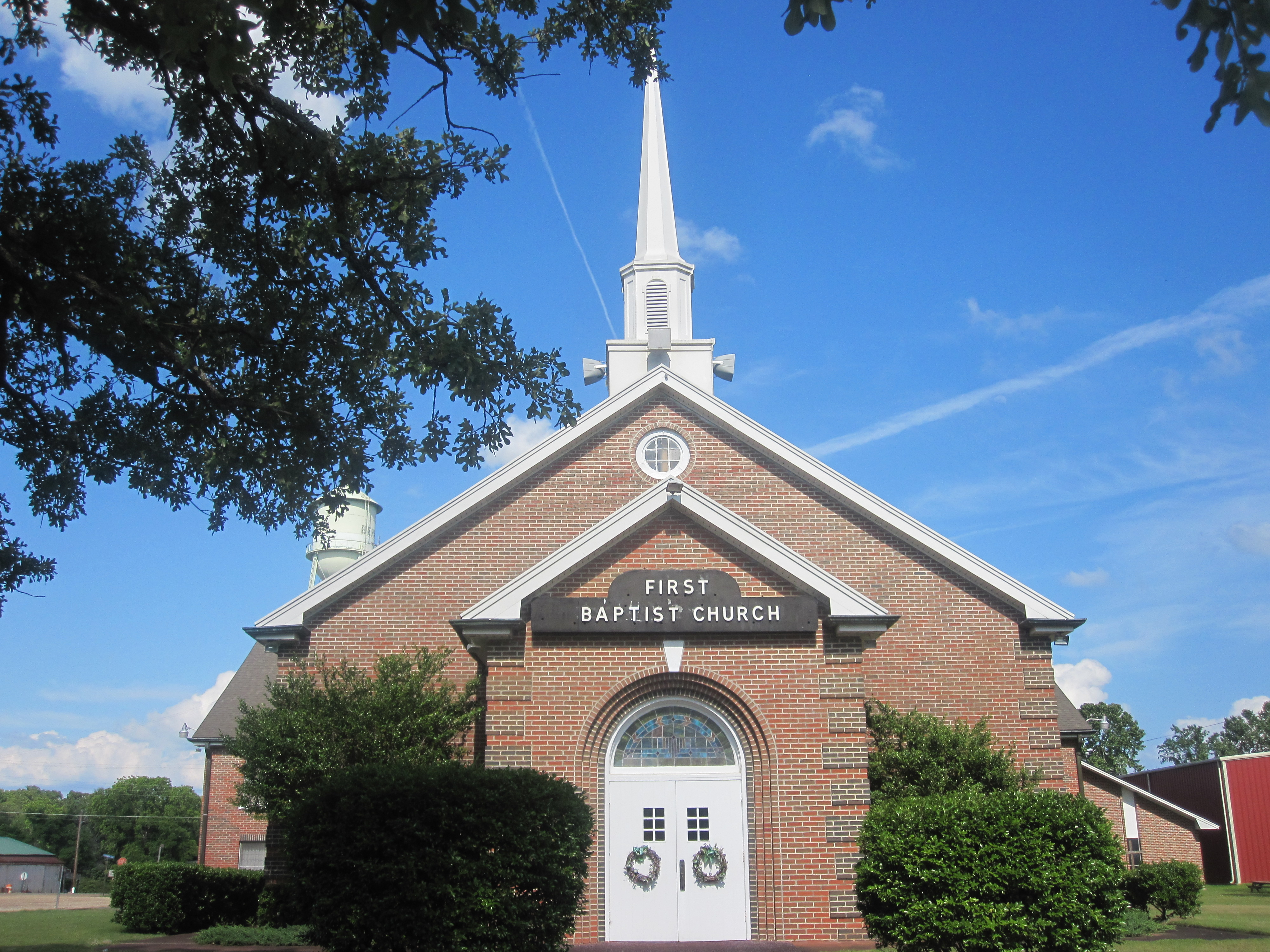
Die First Baptist Church

Im Jahr der Gründung wurde Bernice auch ins Parish sowie in den Bundesstaat eingemeindet und erhielt kurz darauf ein Eisenbahndepot, das heute als Eisenbahnmuseum und Touristenzentrum dient. Erstes Oberhaupt der Stadt wurde Jake Crews, der damals viele der Wohnhäuser errichtet hatte. Aus der Zeit zwischen 1900 und 1904 sind noch Häuser erhalten, so auch die Alabama Methodist Church von 1895, die auch ins National Register of Historic Places eingetragen wurde. In dieser Zeit wurden die ersten Läden eröffnet und die Bank of Bernice gegründet. Im Laufe des 20. Jahrhunderts wurde das Stadtzentrum als Bernice Historic District bezeichnet.
Trotz des allgemeinen Bedeutungsverlusts der Bauholzindustrie verfügt Bernice auch heute noch über ein aktives Bauholz- und Bausteinwerk. Außerdem befinden sich ein Krankenhaus, ein Pflegeheim, eine Freiwillige Feuerwehr, verschiedene Kirchen sowie kleinere Geschäfte in der Stadt.

## Verkehr
Die Stadt wird auf einem gemeinsamen Pfad vom U.S. Highway 63 und U.S. Highway 167 durchlaufen. Außerdem führt der Louisiana Highway 2 durch die Stadt.

## Demographie
Die Volkszählung 2000 ergab eine Einwohnerzahl von 1809, die sich auf 668 Haushalte 452 Familien aufteilten. Die Bevölkerungsdichte lag knapp über 98 Menschen pro Quadratkilometer. 57 % der Bevölkerung waren Schwarze, 36,9 % Weiße, 6,6 % Hispanics oder Lateinamerikaner, 0,5 % Asiaten und 0,2 % Indianer. 5 % entstammten einer anderen Ethnizität, 0,6 % hatten zwei oder mehr Ethinzitäten. Das Durchschnittsalter lag bei 35 Jahren, da Pro-Kopf-Einkommen betrug über 17.000 US-Dollar, womit fast ein Drittel der Bevölkerung unterhalb der Armutsgrenze lebte.
Bei der Volkszählung 2010 wurde eine niedrigere Bevölkerungszahl von 1689 festgestellt.
Bis 2012 ging die Einwohnerzahl weiter auf nunmehr 1655 zurück.

## Persönlichkeiten
Willis Reed (1942–2023), berühmter Basketballspieler der New York Knicks und seit 1982 Teil der Hall of Fame, wohnte zeitweise in Bernice.